# Nulla discordia maior quam quae a religion fit
 Nulla discordia maior quam quae a religion fit лат. (изговор: нула дискордија мајор квам кве а религионе фит). Нема веће неслоге од оне која настаје због религије .

## Тумачење
Највећа неслога јесте она која настаје због религија. Религије су домовина готово свим ратним сукобима.